# Cilimusari
Cilimusari is een bestuurslaag in het regentschap Kuningan van de provincie West-Java, Indonesië. Cilimusari telt 754 inwoners (volkstelling 2010).